# For You (rete televisiva)
For You è stato un canale televisivo gratuito italiano del gruppo Mediaset. Trasmetteva principalmente televendite targate Mediashopping, unitamente a film, telefilm, fiction, telefilm e produzioni.

## Storia
Il canale ha iniziato le proprie trasmissioni il 1º marzo 2011 come ME, all'interno del multiplex Mediaset 2, sostituendo Mediashopping che era stato precedentemente chiuso.
Assume la denominazione For You il 6 giugno 2011. Il 1º luglio 2011 cambia numerazione LCN, passando dal canale 35 al 39 per lasciare il posto a Italia 2. Il 1º agosto 2011 il canale si trasferisce sul mux Mediaset 5 per lasciar spazio a Cartoonito, nuovo canale digitale rivolto ai bambini. Dal 4 luglio 2012 diventa disponibile fino alla chiusura nel mux Rete A 1.
Dal 16 dicembre 2012 l'emittente ricomincia a trasmettere film, tv movie, fiction, telefilm e produzioni, alternati alle televendite. Questo tipo di contenuti andava necessariamente incluso nella programmazione, per far rientrare il canale nella categoria semigeneralisti mantenendolo sul 39.
Il canale cessò le trasmissioni il 20 maggio 2013 e al suo posto partono i promo di Top Crime, che inizia la sua programmazione ufficiale il 1º giugno 2013.
Il canale trasmetteva televendite di Mediashopping comunemente, ma trasmetteva anche televendite simili al giorno, i film alla notte.

## Palinsesto
- Mediashopping
- Traparentesi
- My personal Jill
- TGcom24 / Meteo
- Vintage Music Line
- Music Line
- Gamerland (ed. 2012)
- Ieri e oggi in TV
  - Attenti a noi due
  - Attenti a noi due 2
  - Ridiamoci sopra
  - Azzurro
  - Festivalbar

### Telefilm
- Giornalisti
- Thunder in Paradise
- Acapulco H.E.A.T.
- Classe di ferro
- La dottoressa Giò

## Conduttori
- Veronica Cannizzaro
- Jill Cooper
- Loredana Di Cicco
- Marco Marino
- Nino Graziano Luca

## Loghi

1º marzo - 6 giugno 2011
6 giugno 2011 - 20 maggio 2013